# Voyria kupperi
Voyria kupperi là một loài thực vật có hoa trong họ Long đởm. Loài này được (Suess.) Ruyters & Maas miêu tả khoa học đầu tiên năm 1981.